# Comaniac
Comaniac ist eine Schweizer Thrash-Metal-Band.
Der Name Comaniac ist ein Kofferwort aus Company und Maniac (engl. Wahnsinniger/Verrückter).

## Geschichte
Gegründet wurde die Band Ende 2010 von Cédric Iseli (Schlagzeug) und Jonas Schmid (Gesang, Gitarre), welche sich aus gemeinsamen Schulzeiten kannten. Nach einigen Monaten einigten sich die beiden auf den Bandnamen Comaniac und spielten anschliessend zu zweit wenige Konzerte.
Im Frühling 2012 nahmen die beiden das erste Demo Cowshed Demo auf. Es wurde in einem umgebauten Kuhstall eines Freundes aufgenommen und enthält fünf Lieder.
Im Sommer 2012 konnte die Band mit Dominic Blum (Gitarre) und Raymond Weibel (Bass) ergänzt werden und war somit erstmals komplett. In dieser Besetzung kam es zu einem weiteren Demo, genannt Tumor Troop, welches im Sommer 2013 veröffentlicht wurde. Das Demo erhielt erste internationale Rezension.
Ein Jahr später nahm Comaniac das Debütalbum Return to the Wasteland im KHE Recording Studio Sursee (Schweiz) auf. Es wurde im Februar 2015 als Eigenrelease veröffentlicht. Das Album erhielt international gute bis sehr gute Kritiken und war schnell ausverkauft. Dies ermöglichte dem Underground-Label Stormspell Records eine Neuauflage unter der Album-Serie Trend Killers. Die zweite Auflage von Return to the Wasteland ist limitiert auf 500 Kopien.
Mit dem neuen Album spielte die Band vermehrt Konzerte im Ausland. Zum Lied Secret Seed veröffentlichte Comaniac einen gesellschaftskritischen Videoclip.
2016 entschieden sich Cédric Iseli und Dominic Blum, die Band aus privaten Gründen zu verlassen. Valentin Mössinger (Gitarre) und Stefan Häberli (Schlagzeug) wurden im April 2016 als neue Mitglieder vorgestellt.
Im Herbst 2016 wurde erneut das KHE Recording Studio Sursee geentert, um das zweite Album Instruction For Destruction aufzunehmen. Es erschien am 7. April 2017 via SAOL (Service Artist Owned Labels) auf Compact Disc und digital sowie via Metalworld für eine limitierte Vinyl-Auflage, die zudem den Bonustrack The Spirit Of The Failed beinhaltete. Mit dem Album tourte die Band im Juni 2017 mit Metal Church durch Europa und Grossbritannien. Im August folgte eine Headliner-Tour durch Mitteleuropa. Für den Song Coal wurde ein Musik-Video veröffentlicht. Darauf folgte im Februar 2018 eine weitere Tour durch Mitteleuropa mit Dr. Living Dead. Im Sommer 2018 erschien eine Japan Edition von Instrucion for Destruction, die mit einer Japan Tour promotet wurde.
Am 4. September 2020 veröffentlichte die Band ihr drittes Studioalbum (Holodox) über das Schweizer Label Metalworld. Aufgenommen und gemischt wurde das Werk im New Sound Studio bei Tommy Vetterli (Coroner). Im Herbst 2022 folgte die Activate Europe 2022 Tour als Support der Tech-Thrasher Vektor.
Am 13. Oktober, 2023 erscheint das vierte Studioalbum None For All.

## Stil
Der Stil der Band ist stark von der Thrash-Metal-Bewegung aus den 1980er Jahren beeinflusst. Einflüsse von Bands wie Exodus, Kreator oder Heathen sind erkennbar. Besonders charakteristisch ist das gitarrenlastige Songwriting und der genretypische Schreigesang.
Die Liedtexte handeln meist von individuellen Schicksalen oder gesellschaftlichen Missständen, teilweise auch von Systemkritik. Auf einigen Werken vervielfältigte sich die Musikrichtung, indem zum charakteristischen Thrash Metal Sound auch Komponenten des Heavy Metal, Progressive Metal und des Power Metal hinzugefügt wurden. So sind die Lieder melodiöser und der Gesang teils mit Harmonien ergänzt.

## Diskografie
- 2012: Cowshed Demo (Demo)
- 2013: Tumor Troop (Demo)
- 2015: Return to the Wasteland (Eigenveröffentlichung / Stormspell Records)
- 2017: Instruction For Destruction (SAOL / Metalworld / Captured Records)
- 2020: Holodox (Metalworld)
- 2023: None For All (Metalworld)